# Inline-Speedskating-Weltmeisterschaften 2016
Die Weltmeisterschaften fanden vom 11. bis 18. September 2016 im chinesischen Nanjing statt.

## Frauen
| Distanz              | Gold                                                    | Silber                 | Bronze              |
| Bahn                 | Bahn                                                    | Bahn                   | Bahn                |
| -------------------- | ------------------------------------------------------- | ---------------------- | ------------------- |
| 300 m Einzelsprint   | Maria Jose Moya                                         | Yi Seul An             | Jercy Puello        |
| 500 m Sprint         | Paola Segura                                            | Jercy Puello           | Erin Jackson        |
| 1000 m Sprint        | Francesca Lollobrigida                                  | Mareike Thum           | Fabriana Arias      |
| 10000 m Punkte-Auss. | Mayra Arias                                             | Fabriana Arias         | Ga-Ram Yu           |
| 15000 m Ausscheidung | Luz Garzón                                              | Fabriana Arias         | Mayra Arias         |
| 3000 m Staffel       | Italien                                                 | Kolumbien              | Südkorea            |
| Straße               |                                                         |                        |                     |
| 100 m Einzelsprint   | Maria Jose Moya                                         | Yesenia Escobar        | Laethisia Schimek   |
| 1 Runde              | Jercy Puello                                            | Solymar Vivas          | Ho-Chen Yang        |
| 10000 m Punkte       | Francesca Lollobrigida                                  | Guo Dan                | Ho-Chen Yang        |
| 20000 m Ausscheidung | Fabriana Arias                                          | Francesca Lollobrigida | Mayra Arias         |
| 5000 m Staffel       | DeutschlandLaethisia Schimek Josie Hofmann Mareike Thum | Italien                | Volksrepublik China |
| Langstrecke          |                                                         |                        |                     |
| 42195 m Marathon     | Liu-Hsuan Liu                                           | Yu-Ting Huan           | Clémence Halbout    |

## Männer
| Distanz              | Gold                | Silber           | Bronze                                                 |
| Bahn                 | Bahn                | Bahn             | Bahn                                                   |
| -------------------- | ------------------- | ---------------- | ------------------------------------------------------ |
| 300 m Einzelsprint   | Simon Albrecht      | Emanuelle Silva  | Andreas Jimenez                                        |
| 500 m Sprint         | Gwendal Le Pivert   | Such-Ul Jang     | Elton de Souza                                         |
| 1000 m Sprint        | Peter Michael       | Andres Munoz     | Andreas Jimenez                                        |
| 10000 m Punkte-Auss. | Kevin Kuwada        | Manuel Saavedra  | Geun-Seong Son                                         |
| 15000 m Ausscheidung | Peter Michael       | Alex Cujavante   | Ewen Fernandez                                         |
| 3000 m Staffel       | Kolumbien           | Frankreich       | Südkorea                                               |
| Straße               |                     |                  |                                                        |
| 100 m Einzelsprint   | Jorge Luis Martinez | Ioseba Fernandez | Simon Albrecht                                         |
| 1 Runde              | Gwendal Le Pivert   | Jhoan Guzman     | Andres Munoz                                           |
| 10000 m Punkte       | Ewen Fernandez      | Julio Mirena     | Diogo Marreiros                                        |
| 20000 m Ausscheidung | Alex Cujavante      | Juan Sanz        | Ewen Fernandez                                         |
| 5000 m Staffel       | Frankreich          | Italien          | DeutschlandSimon Albrecht Thimo Kießlich Felix Rijhnen |
| Langstrecke          |                     |                  |                                                        |
| 42195 m Marathon     | Juan Cruz Araldi    | Peter Michael    | Riccardo Bugari                                        |

## Medaillenspiegel
| Platz | Land                | Gold | Silber | Bronze | Gesamt |
| ----- | ------------------- | ---- | ------ | ------ | ------ |
| 1.    | Kolumbien           | 6    | 9      | 5      | 20     |
| 2.    | Frankreich          | 4    | 1      | 4      | 9      |
| 3.    | Italien             | 3    | 3      | 1      | 7      |
| 4.    | Argentinien         | 3    | 0      | 2      | 5      |
| 5.    | Deutschland         | 2    | 1      | 3      | 6      |
| 6.    | Chile               | 2    | 1      | 0      | 3      |
| 6.    | Neuseeland          | 2    | 1      | 0      | 3      |
| 8.    | Chinesisch Taipeh   | 1    | 1      | 2      | 4      |
| 9.    | Mexiko              | 1    | 0      | 0      | 1      |
| 10.   | Venezuela           | 0    | 3      | 0      | 3      |
| 11.   | Südkorea            | 0    | 2      | 4      | 6      |
| 12.   | Volksrepublik China | 0    | 1      | 1      | 2      |
| 13.   | Spanien             | 0    | 1      | 0      | 1      |
| 14.   | Vereinigte Staaten  | 0    | 0      | 1      | 1      |
| 14.   | Portugal            | 0    | 0      | 1      | 1      |